# Kriegerdenkmal 1870/71 (Spremberg)

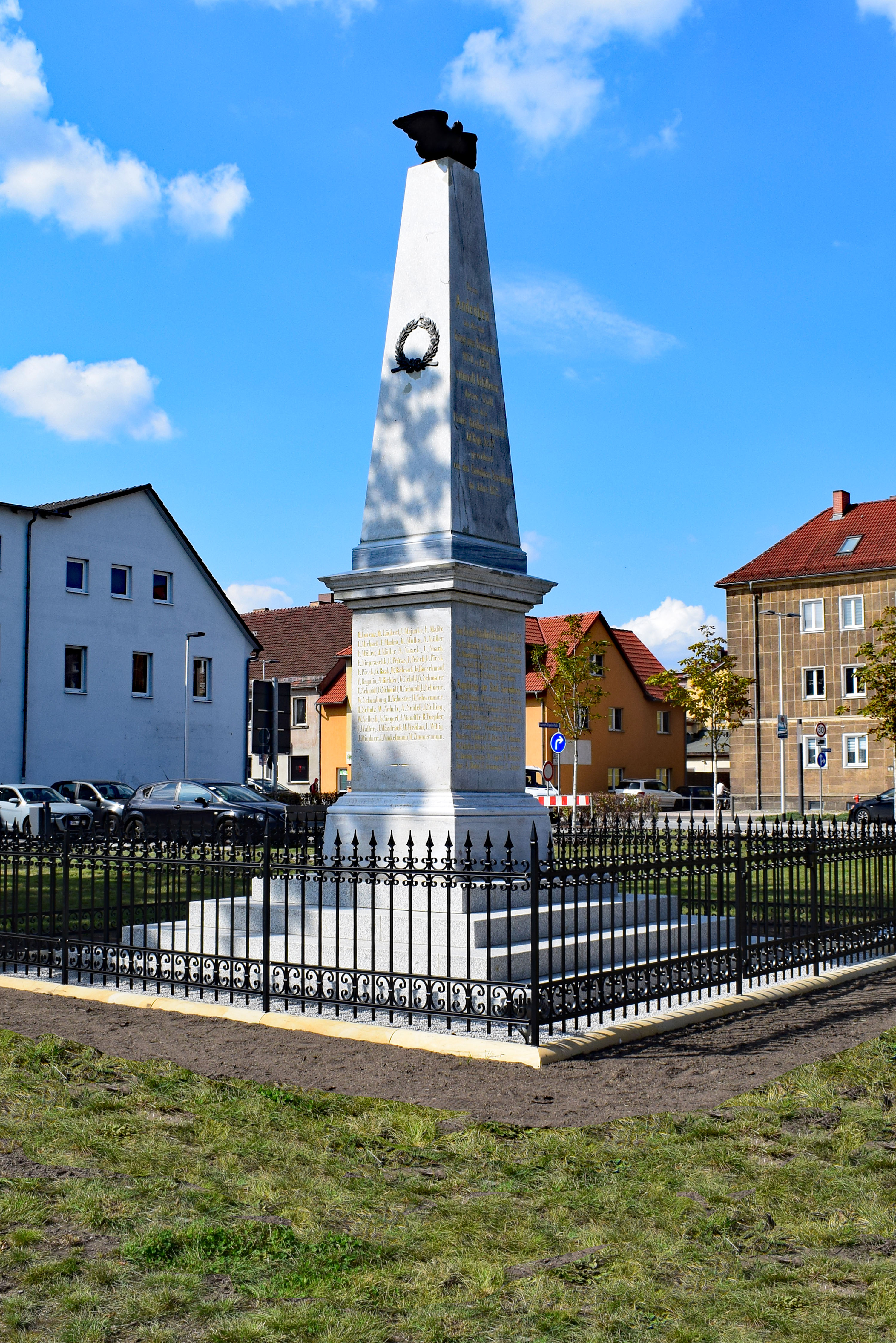
Kriegerdenkmal 1870/71 am neuen Standort in Spremberg

Das Kriegerdenkmal 1870/71 ist ein Denkmal, welches zur Erinnerung an die im Feldzug gegen Frankreich, gefallenen Söhne der Stadt Spremberg und den Gefallenen des hier stationierten Füsilier Bataillons 6. Brandenb. Inf. Regts. No.52 errichtet wurde.
Der ehemalige Standort des Kriegerdenkmal 1870/71 befindet sich heute im Geltungsbereich des Flächendenkmals „Ensemble Stadtpark mit Festwiese (Wiesengrund), Freilichtbühne, Schwanenteich, Slamer Friedhof, Bismarckturm, Loebenstein, Tietzstein“. Der neue Standort ist seit August 2021 im Zentrum der Stadt Spremberg auf den Resten einer ehemaligen Parkanlage.

## Planung
Nach dem Sieg über Frankreich im Deutsch-Französischen Krieg von 1870/71 kam in Deutschland der Wunsch auf, den Gefallenen zu danken und zu gedenken. Am 27. April 1871 gründete sich in Spremberg ein Comitè zur Errichtung eines Denkmals für die Gefallenen der in der Stadt stationierten Einheit das 3. Bataillons des 6. Brandenburgischen Infanterie-Regiments Nummer 52. Mehr als die Hälfte der Offiziere des Bataillons waren in Frankreich gefallen.
Aufgrund der Spendenbereitschaft der Bürgerschaft und Vereine konnten bereits 1872 von verschiedenen Künstlern Angebote zur Errichtung eines Denkmals eingeholt werden. Am 2. Februar 1872 wurde der Bildhauermeister Thomas aus Görlitz mit der Planung und Errichtung eines Kriegerdenkmals beauftragt. Als geeigneter Standort für die Aufstellung wurde der Kugelplatz auf der Westspitze des Georgenberg ausgewählt. An diesem Punkt war das Kriegerdenkmal vom ca. 200 Meter entfernten Marktplatz der Stadt gut sichtbar.

## Obelisk

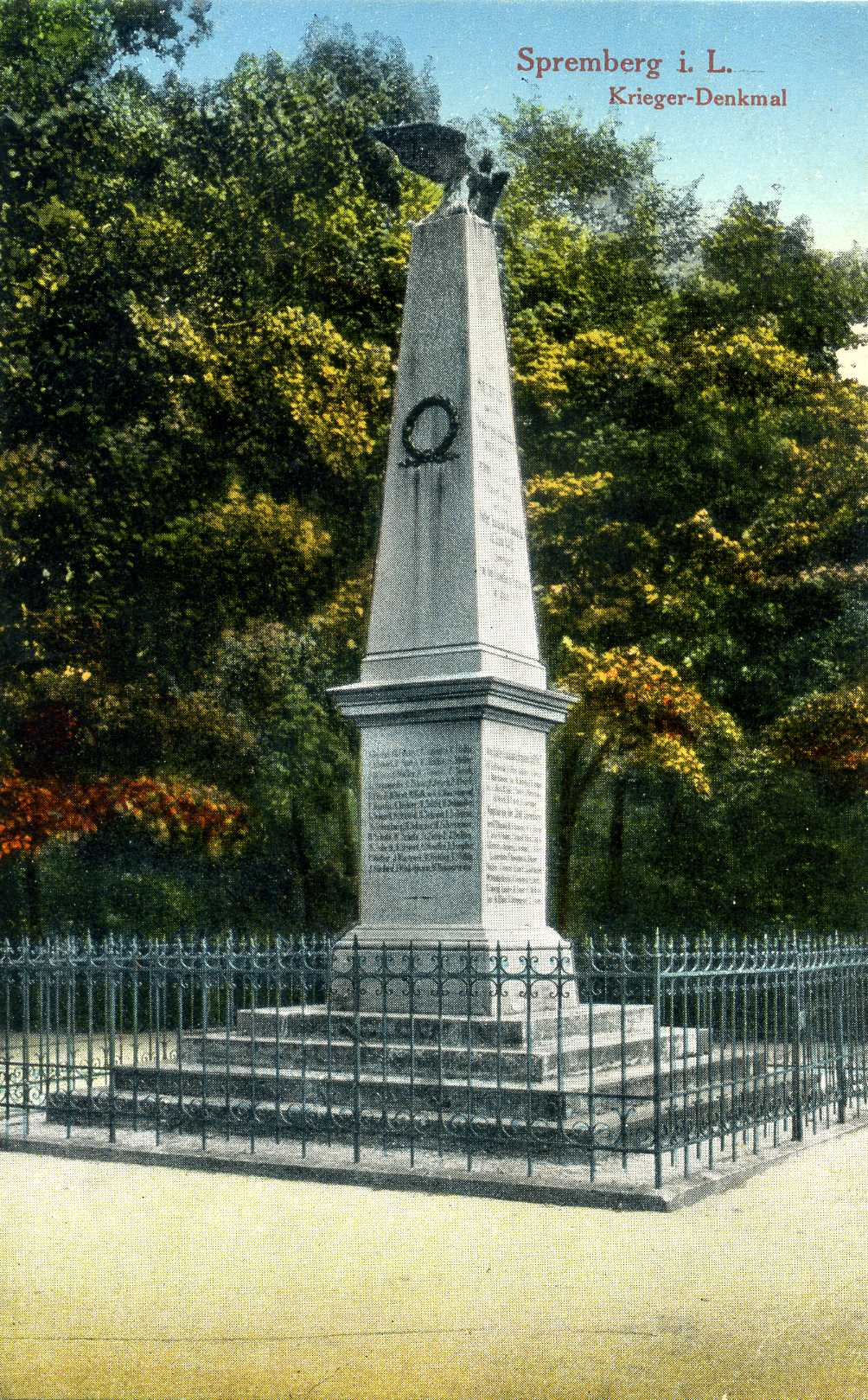
Kriegerdenkmal 1870/71 auf der Westspitze des Georgenbergs, 1900

Der Bildhauermeister Thomas entwarf ein Kriegerdenkmal in Form eines Obelisken aus grauem schlesischen Marmor, der in einem Marmorbruch in Gnadenfrei im Eulengebirge gewonnen wurde. Die Arbeiten wurden durch drei Gehilfen des Bildhauers in der Werkstatt des Bildhauers Kühn in Görlitz ausgeführt. Der Obelisk bestand aus fünf einzelnen Elementen, die auf einen vierstufigen Podest von 68 Zentimeter Höhe ruhten. Es bestand aus einem unteren Sockel, einem Namenswürfel, einem darüber liegendem Brustgesims, einem Zwischensockel und der darauf stehenden Pyramide. Gekrönt wurde das Denkmal mit einem Adler.
Das Denkmal hatte folgende Maße:
- Unteren Sockel: Höhe 630 mm, Breiteste Seite Unten 1350 mm, Breite Oben 1035 mm
- Namensblock: Höhe 1425 mm, Breite 1000 mm
- Brustgesims: Höhe 380 mm, Breite Unten 1035 mm, Breiteste Seite Oben 1350 mm
- Zwischensockel: Höhe 200 mm, Breite Unten 1050 mm, Breite Oben 935 mm (Abmaße des 2021 Neu hergestellten Zwischensockels)
- Höhe der Pyramide: Höhe 3200 mm, Breite Unten 925 mm, Breite Oben 430 mm
- Der Adler, welcher aus Grauguss gefertigt wurde, hatte eine Flügelspannweite von 5 ½ Fuß und eine Höhe von 2 Zoll
- Das Fundament des Denkmals wog ca. 693 Zentner, das Denkmal 230 Zentner und der Adler 3 Zentner.
- Das Denkmal hatte eine Gesamthöhe von ca. 7 Meter (incl. Stufen)

In den Namensblock waren auf allen vier Seiten die 172 Namen der Gefallenen in Gold hinterlegten Buchstaben eingraviert. An der Pyramide befand sich mehrere Schmuckelemente, ebenfalls aus Grauguss. In der Mitte der Rückseite ein 500 mm großes Eisernes Kreuz in dem am unteren Balkenende die Jahreszahl 1870 stand. In der Mitte befand sich ein großes „W“ für Wilhelm I. am oberen Balkenende eine Kaiserkrone. Rechts und links der Pyramide, ebenfalls in der Mitte befanden sich zwei Eichenlaubkränze.
Gekrönt wurde die Pyramide mit einem Adler, der aus Grauguss gefertigt und bronzefarben überstrichen war. Mit seinen ausgebreiteten Schwingen hatte er eine Flügelspannweite von 1500 mm. Die Kosten für das Gesamtprojekt waren auf ursprünglich 1000 Thaler veranschlagt, erhöhten sich aber während der Herstellung auf 1500 Thaler.

### Inschriften auf dem Obelisken
Texte siehe Information auf den Bilddateien

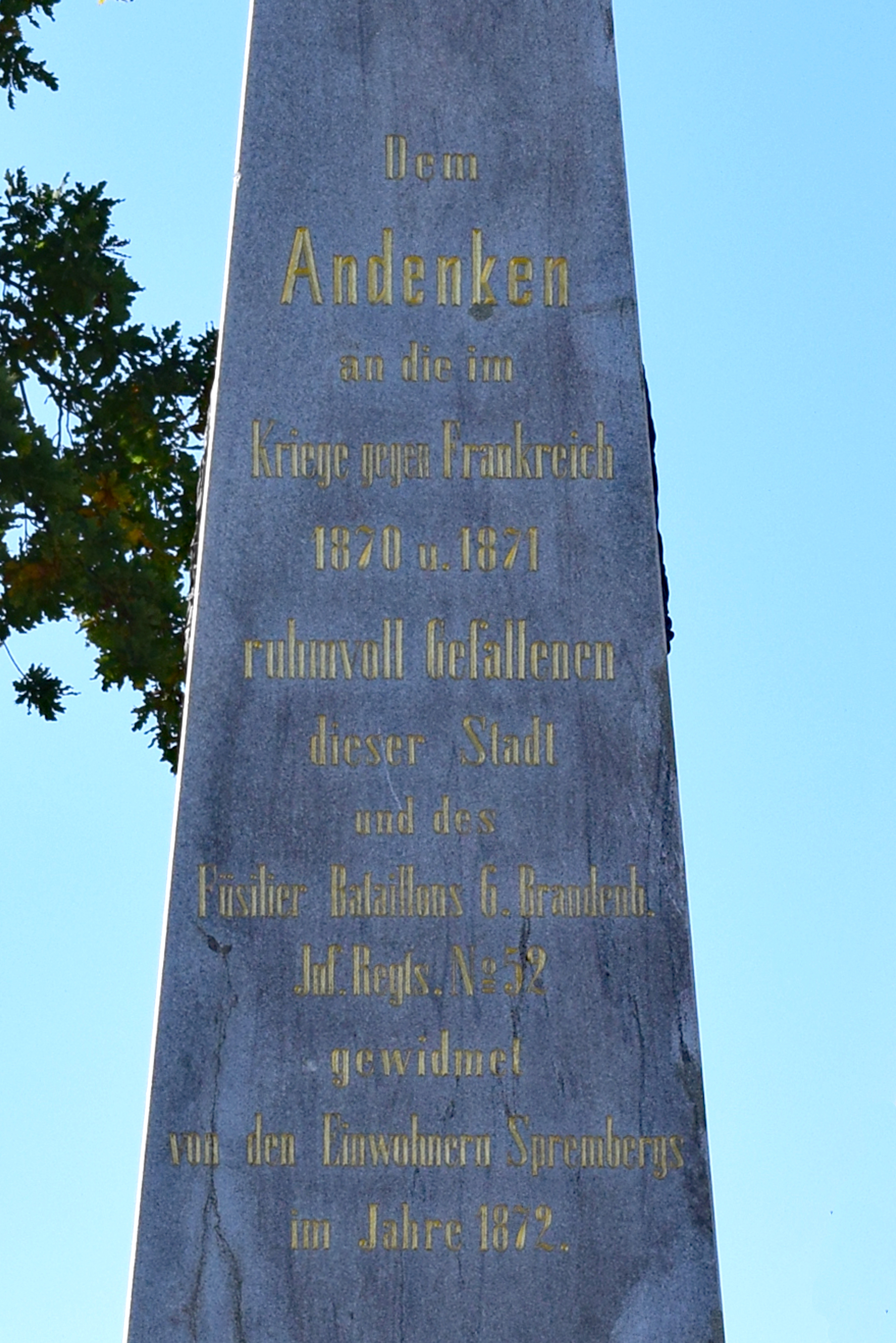
Spitze
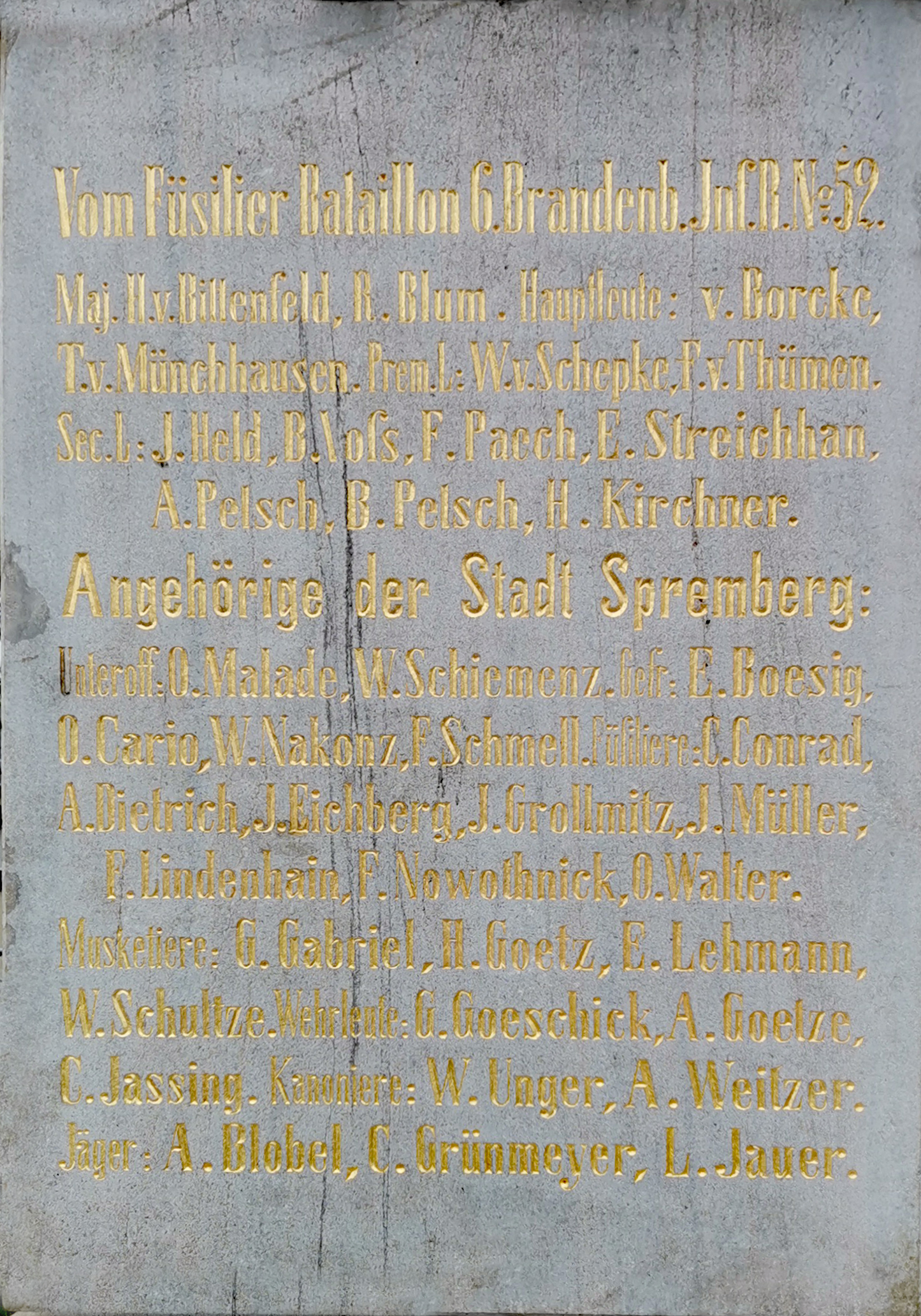
Vorderseite
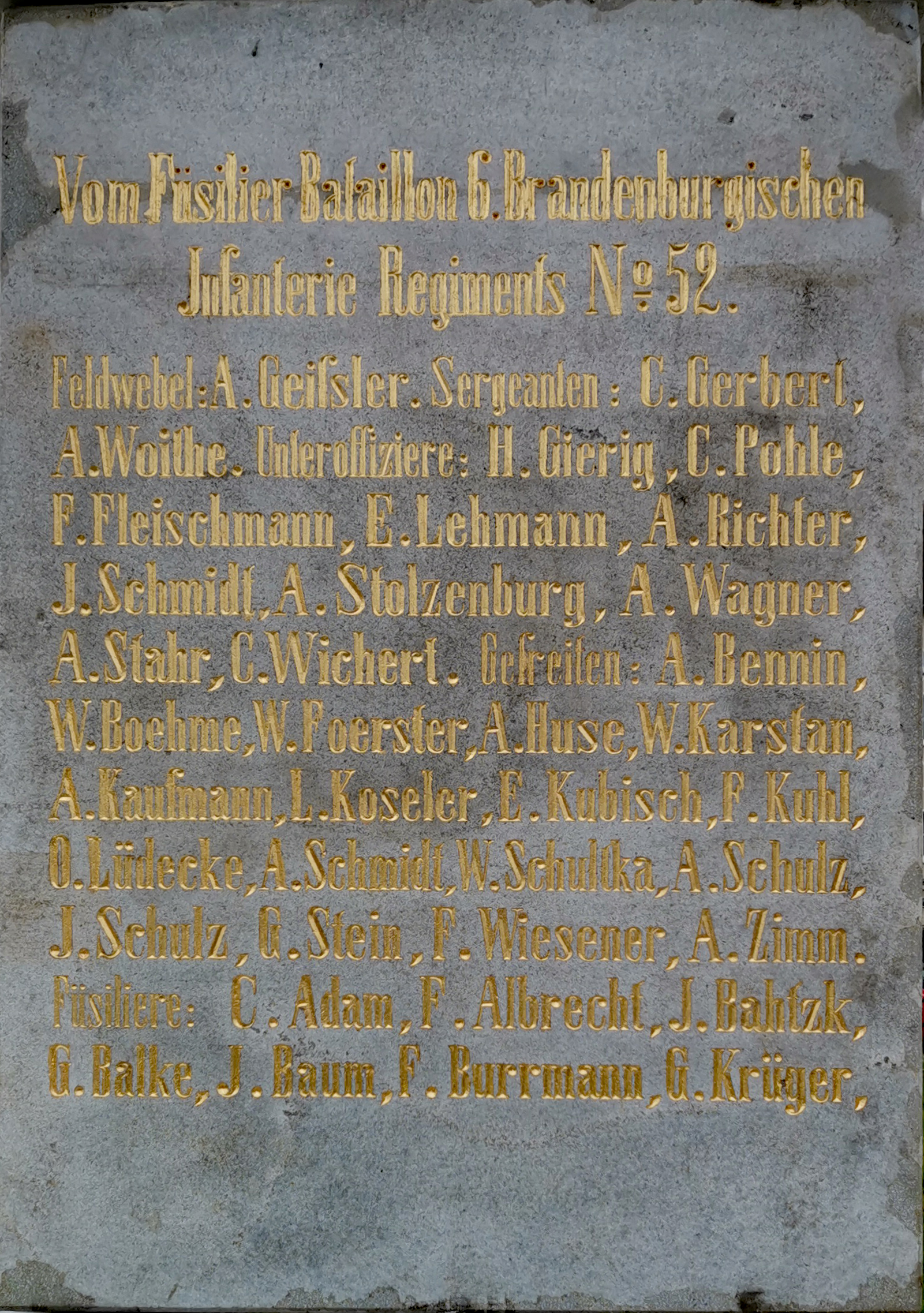
Rechte Seite
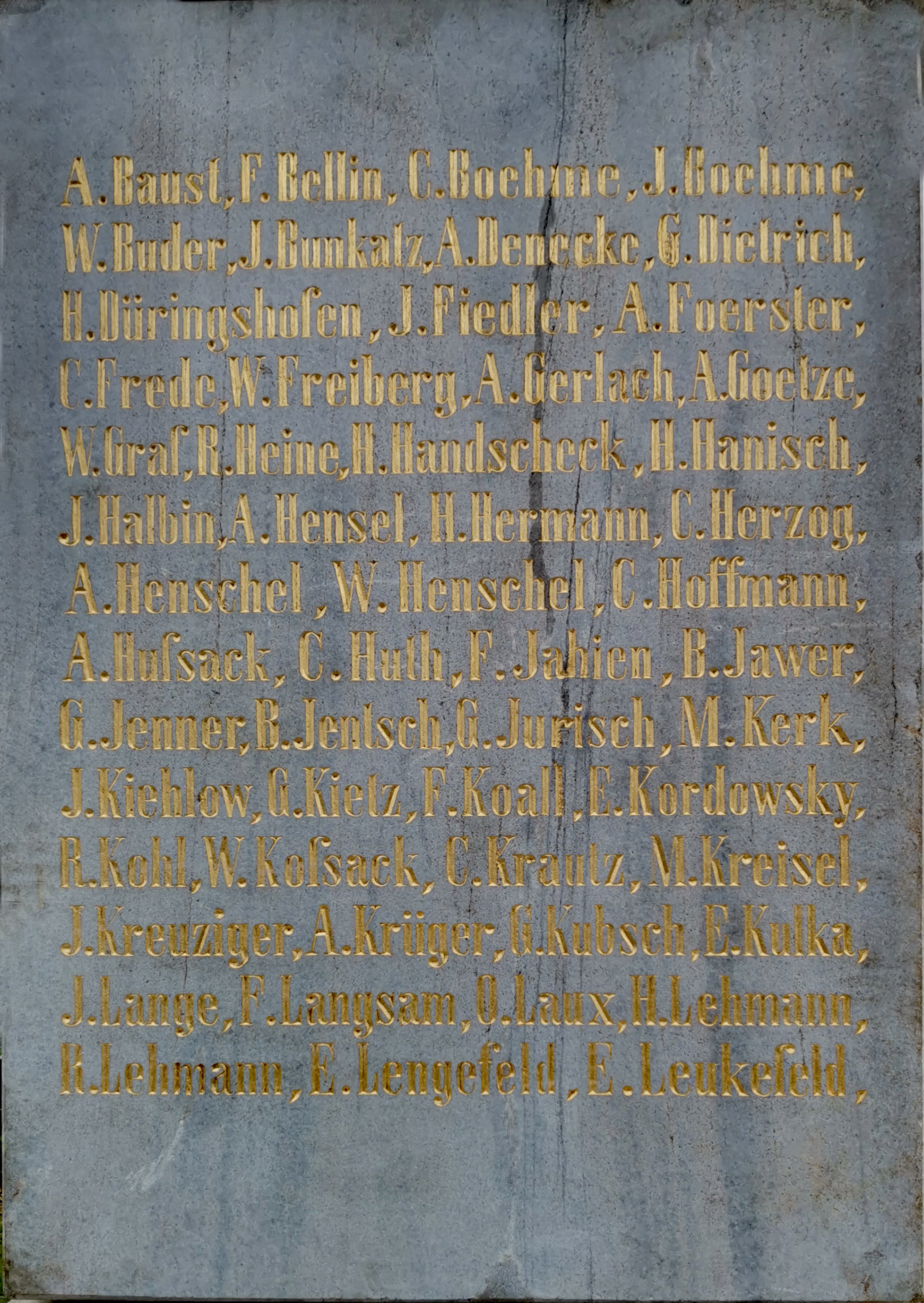
Rückseite
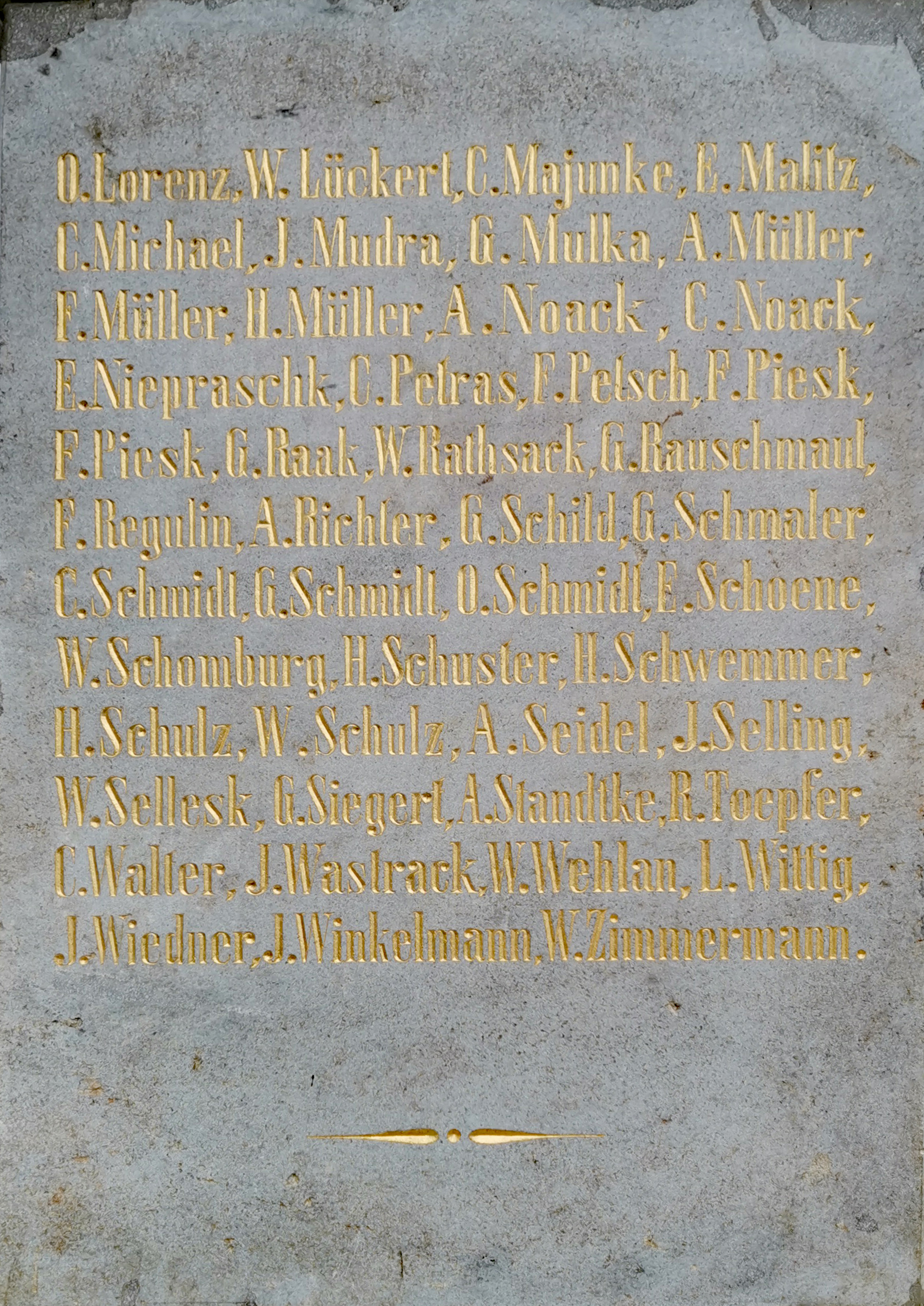
Linke Seite

## Einweihung 1872
Am 25. Oktober 1872 weihten Vertreter der Stadt Spremberg, Angehörige der Gefallenen und Vertreter des Füsilier Bataillons 6. Brandenb. Inf. Regts. No.52 den Obelisken unter großer Anteilnahme der Bevölkerung ein. Dazu trafen sich alle Teilnehmer auf dem Marktplatz der Stadt und zogen dann „in einem bewegenden Trauerzug unter Glockengeläut und Trauermusik hinauf auf den Georgenberg“.

## Abriss 1946
Den Zweiten Weltkrieg hatte der Obelisk nahezu schadlos überstanden. Nach Berichten von Zeitzeugen wurde lediglich der Adler bei der Befreiung Sprembergs durch Beschuss beschädigt.
Im Jahr 1946 wurde der Obelisk auf Weisung des Landrates Neugebauer geschleift. Dieser legte dafür die im Mai 1946 veröffentlichte Direktive Nr. 30 des Alliierten Kontrollrates zugrunde, die eine Entfernung aller militärischen und nazistischen Denkmäler verlangte. Die Direktive bezog sich aber ausdrücklich nur auf Denkmäler, die nach dem 1. August 1914 errichtet wurden.

## Suche nach dem Obelisken
In den 1970er Jahren wurde der frühere Standort des Obelisken auf dem Kugelplatz des Georgenberges mit einer Aussichtsterrasse überbaut.
Nach der politischen Wende von 1989 in der DDR gab es wiederholte Versuche, den Obelisken zu finden. Jedoch waren die Aussagen von Zeitzeugen ungenau und teilweise widersprüchlich. Auch gab es Aussagen darüber, dass Teile des Obelisken abtransportiert wurden. Vermehrte Suchbemühungen unternahm der örtliche „Verein zur Neugestaltung des Georgenbergfriedhofes in Spremberg NL e.V“ (Georgenbergverein) ab dem Jahr 2005.
In Unterlagen im Archiv der Stadtverwaltung Spremberg, die 2017 zufällig entdeckt wurden, fand sich ein Schreiben des Bauamtes Spremberg vom 4. Dezember 1946 mit folgendem Inhalt:
„Im Zuge der Beseitigung nazistischer und militaristischer Denkmäler wurde durch die Fa. Philipp Holzmann beseitigt: Kriegerdenkmal 1870/71. Abbruch unter gleichzeitiger Zerkleinerung des Marmorsteines. Die Trümmer wurden, da Abtransport nur mit größten Schwierigkeiten möglich wäre, an Ort und Stelle vergraben.“

### Sondierung
Am 21. Mai 2016 gab es durch das Brandenburgische Landesamtes für Denkmalpflege, Abteilung Bodendenkmalpflege, eine Georadaruntersuchung auf dem Georgenberg, um die Fundamentreste der St.-Georg-Kapelle zu finden. Auf Grund der örtlichen Nähe vereinbarte der Georgenbergverein, dass dabei auch die Fläche der Aussichtsterrasse sondiert wurde. Dabei konnten mehrere Teile unterhalb der Aussichtsterrasse lokalisiert werden, die nicht natürlichen Ursprungs waren. Problematisch für eine Bergung des Kriegerdenkmals war der Denkmalschutz für die Aussichtsterrasse, die die Obere Denkmalbehörde als erhaltungswürdiges Bauwerk der DDR eingestuft hatte.
Der Hauptausschuss der Stadt Spremberg beschloss im Januar 2017, dass der Obelisk nach erfolgreicher Bergung wieder am Originalstandort aufgestellt werden sollte, was sich später als nicht machbar herausstellte.

## 1. Suchgrabung im Jahr 2018

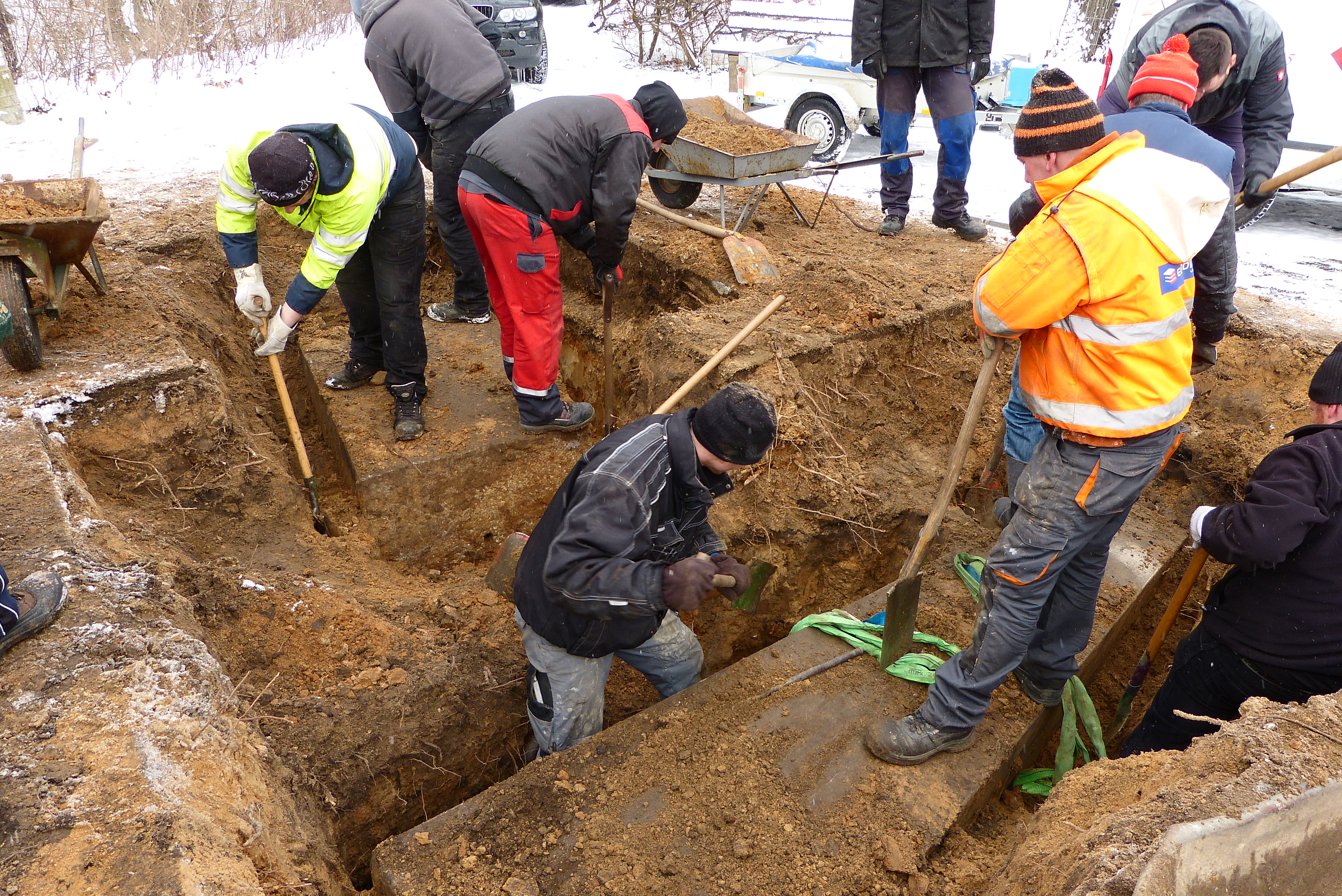
Fundlage der Pyramide (Vorn) und des Namensblockes (Hinten)

Im Jahr 2017 erteilte die Untere Denkmalbehörde die Erlaubnis, Suchgrabungen an den mittels Georadar lokalisierten Stellen durchführen zu können. Die Erlaubnis schränkte aber ein, nur zwei der insgesamt fünf lokalisierten Teile zu heben.
Am 17. März 2018 konnten durch Mitglieder des Georgenbergvereins und Freiwillige zwei intakte Teile des Kriegerdenkmals freigelegt und gehoben werden. Die Teile lagen nur etwa 20 Zentimeter unter dem ursprünglichen Bodenniveau waren aber auf Grund ihrer Größe bis ca. 1,50 Meter tief vergraben. Es handelte sich dabei um den Namenswürfel mit den eingravierten Namen der Gefallenen und der Pyramide des Denkmals. An der Pyramide waren sämtliche Metallapplikationen entfernt worden, der Adler fehlte.
Durch die in den 1970er Jahren errichtete Aussichtsplattform, die alle Teile des Kriegerdenkmal überdeckte, ist davon auszugehen, das die damaligen örtlichen politischen Kräfte wussten, dass die Teile dort vergraben waren und so ein zufälliges Wiederauffinden des Obelisken verhindern wollten.

## Denkmalpflegerisches Gesamtkonzept 2018/2019

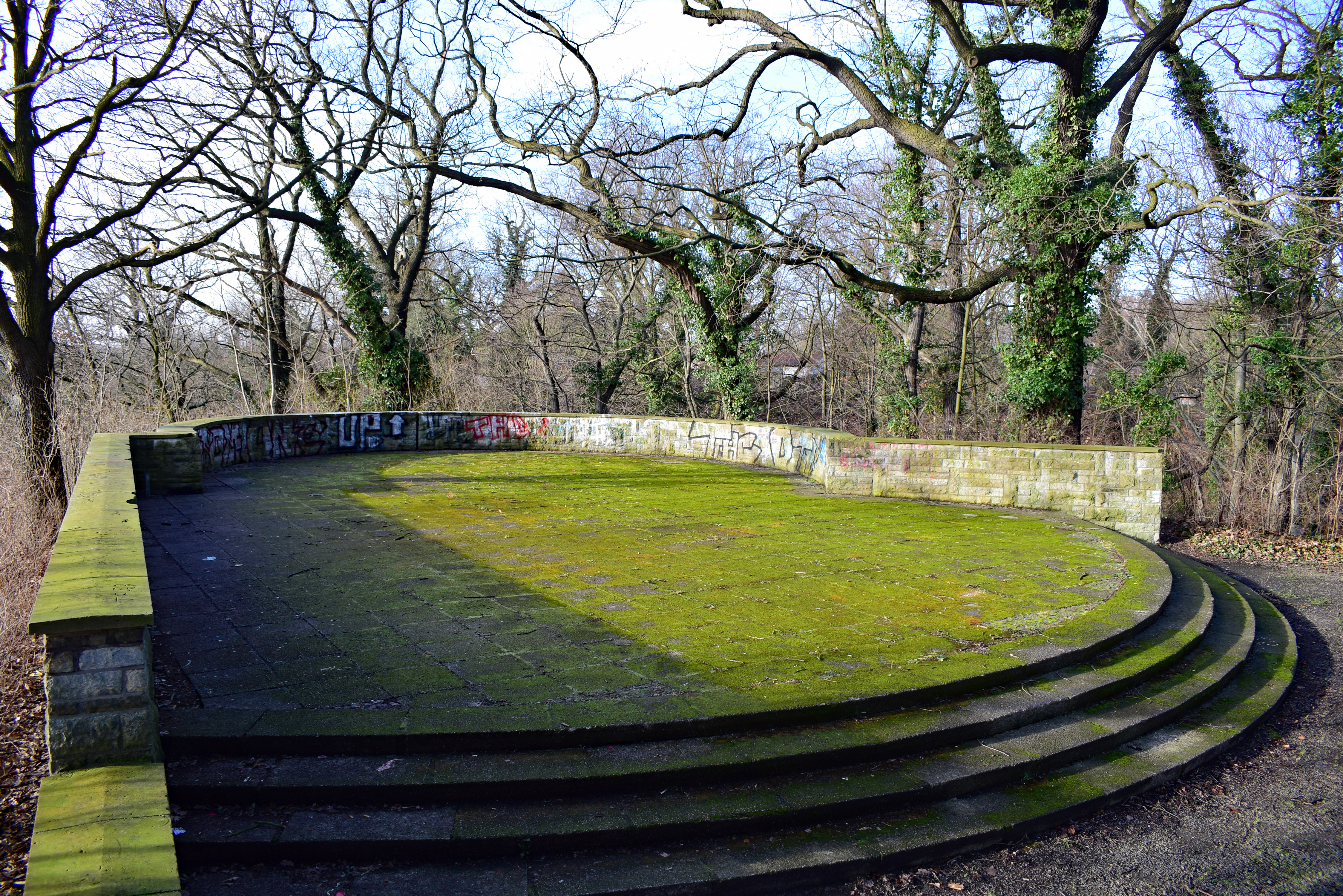
Aussichtsterrasse aus den 1970er Jahren an der Westspitze des Georgenberg, unter der die Reste des Kriegerdenkmals lagen

Durch den Fund von Teilen des Obelisken war die Stadt Spremberg von der Oberen Denkmalbehörde aufgefordert worden, für das Flächendenkmal „Ensemble Stadtpark mit Festwiese (Wiesengrund), Freilichtbühne, Schwanenteich, Slamer Friedhof, Bismarckturm, Loebenstein, Tietzstein“ ein denkmalpflegerisches Gesamtkonzept zu erstellen. Dies erstellte das Landschaftsarchitektenbüro Hamann aus Berlin unter Mitarbeit von Laga- und Georgenbergverein sowie der Stadt Spremberg. Am 8. Mai 2019 wurde es durch die Stadtverordnetenversammlung angenommen. Laut dem Konzept sollte der Obelisk an seinem ursprünglichen Standort wieder aufgestellt werden. Die Obere Denkmalbehörde erlaubte dort wegen der zu überbauenden Aussichtsplattform keine Aufstellung, „da dies eine Teilzerstörung denkmalwerter Substanz und Gestaltung sowie eine geschichtliche Verfälschung bedeutet.“

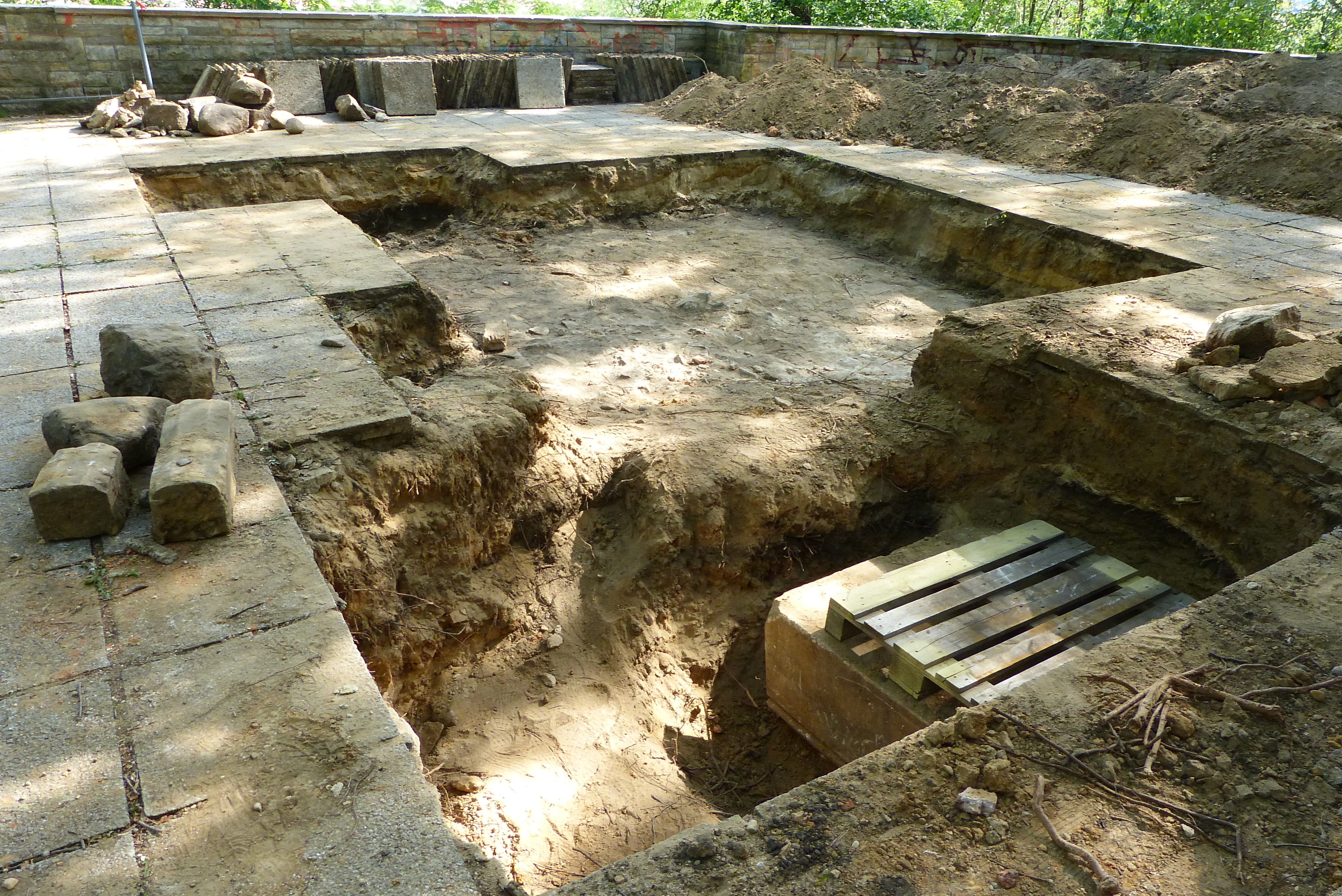
In der Bildmitte das freigelegte Fundament. Rechts Vorn der freigelegte Untere Sockel des Obelisken

## 2. Suchgrabung im Jahr 2019
2019 erlaubte die Untere Denkmalbehörde, die letzten lokalisierten Teile zu bergen. Am 20. Juli 2019 wurden der untere Sockel und das Brustgesims freigelegt. Zusätzlich konnten sowohl Bruchstücke des Zwischensockels als auch Teile des Adlers und der Eichenlaub Applikationen der Pyramide geborgen werden. Fast unbeschädigt fand sich das originale Eiserne Kreuz.
Die Bruchstücke des Zwischensockels, der nur 20 Zentimeter hoch war, deuten darauf hin, dass dieser vor Ort zerkleinert wurde. Möglicherweise wurde er zerkleinert, um die „Zerstörung“ offiziell zu belegen. Im Bericht von 1946 ist angegeben „Abriss unter gleichzeitiger Zerkleinerung des Marmorsteines“.
An den gefundenen Bruchstücken des Adlers konnten Spuren durch Beschuss mit kleinkalibriger Munition festgestellt worden. Diese von Zeitzeugen überlieferte Behauptung konnte durch die Funde bestätigt werden.
Das noch vorhandene Fundament des Obelisken war nicht geeignet, ihn an dieser Stelle wieder aufzustellen. Aufgrund der exponierten Lage bestand die Gefahr, dass sich die Hangrutschung von 2011 wiederholen könnte.

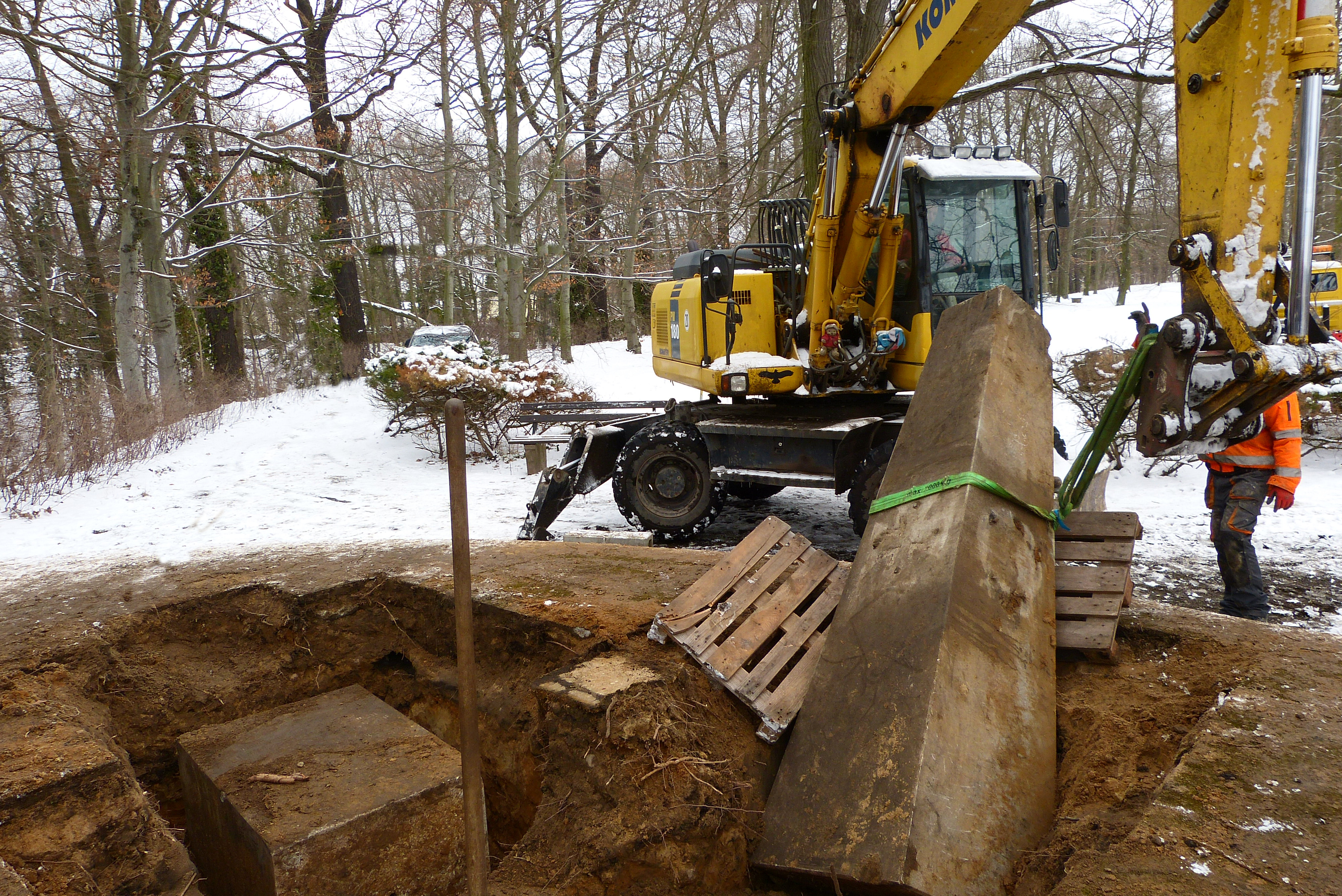
Bergung der Pyramide am 17. März 2018
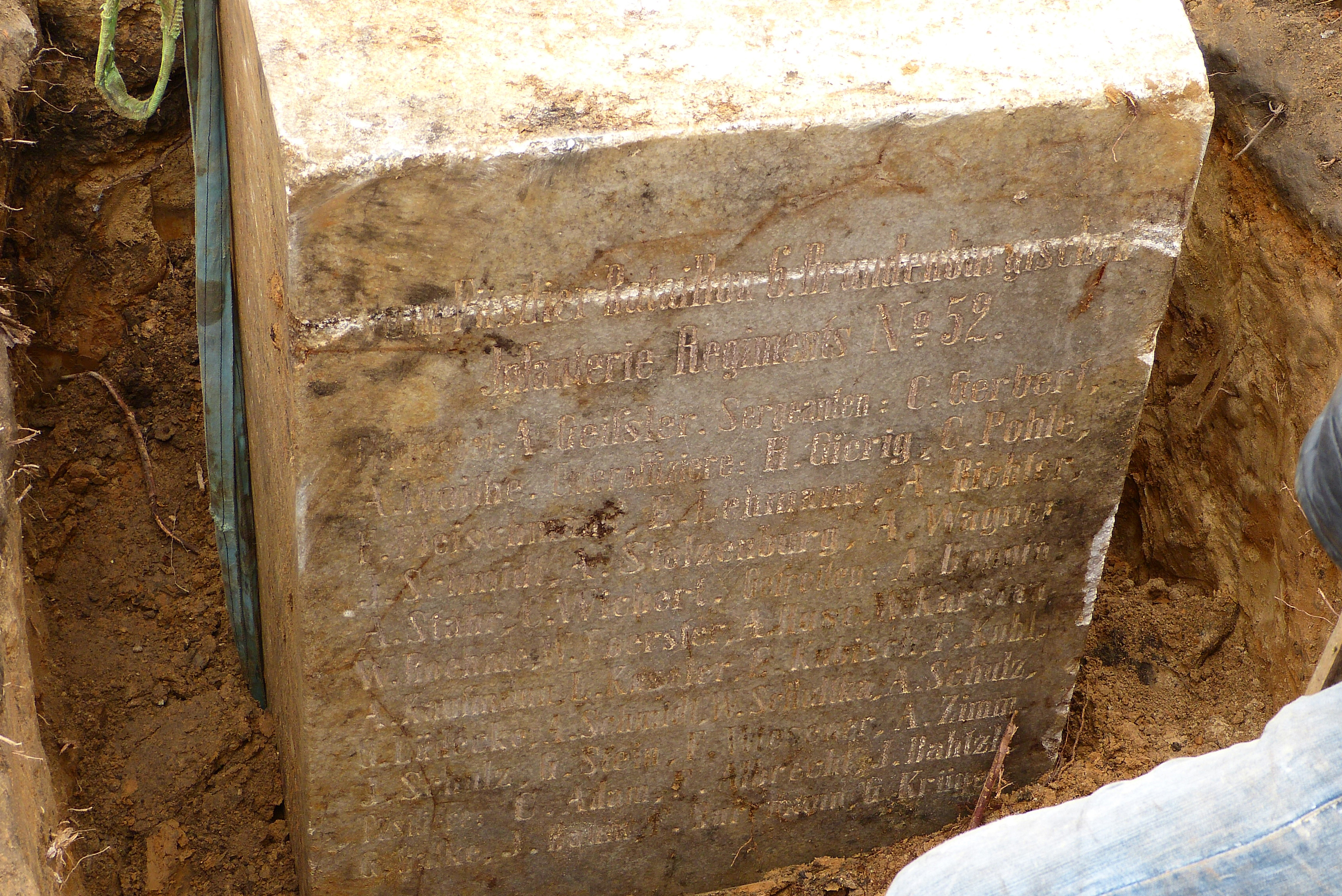
Namensblock vor der Bergung
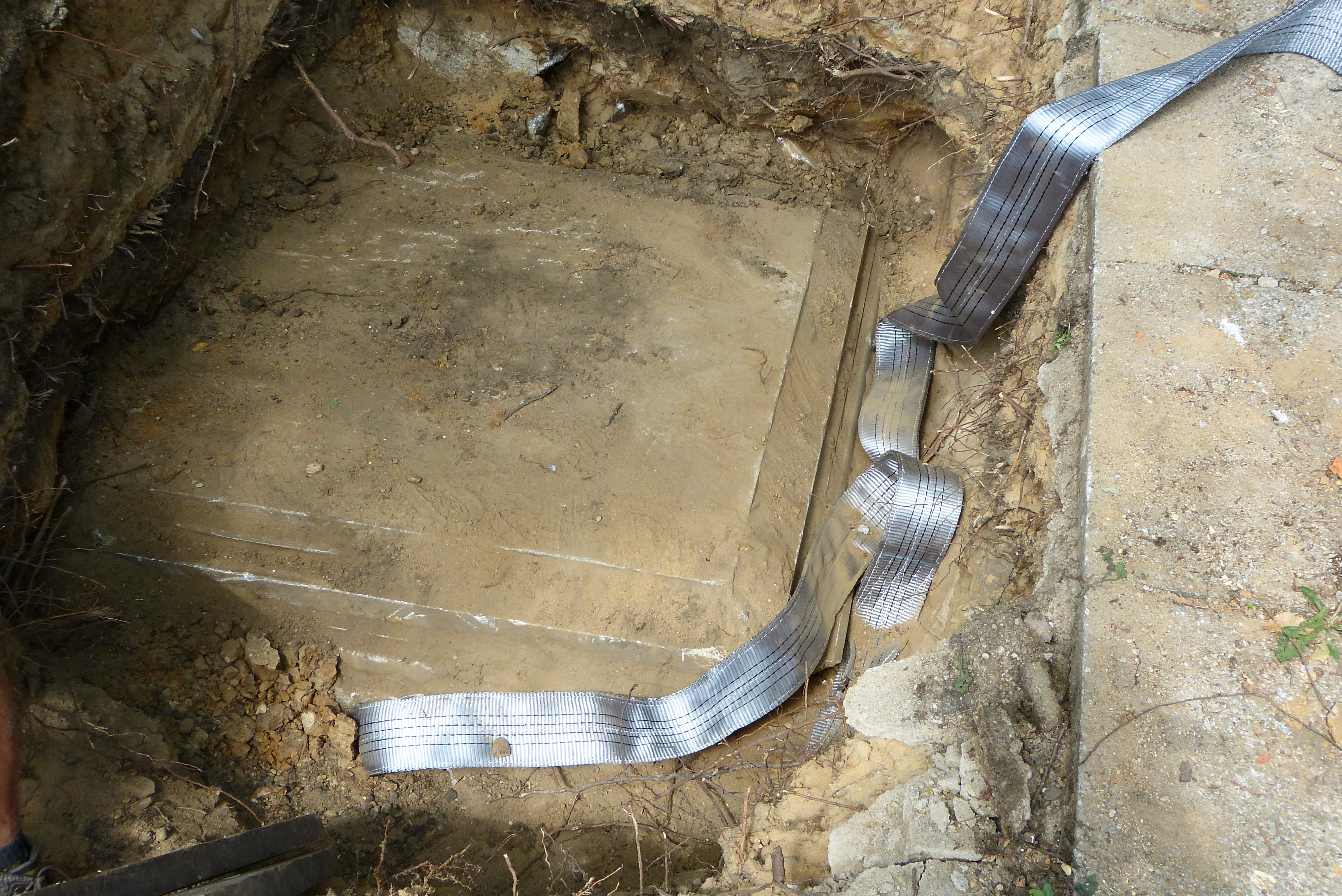
Obere Brustgesims vor der Bergung im Juli 2019 (liegt hier auf dem Kopf)
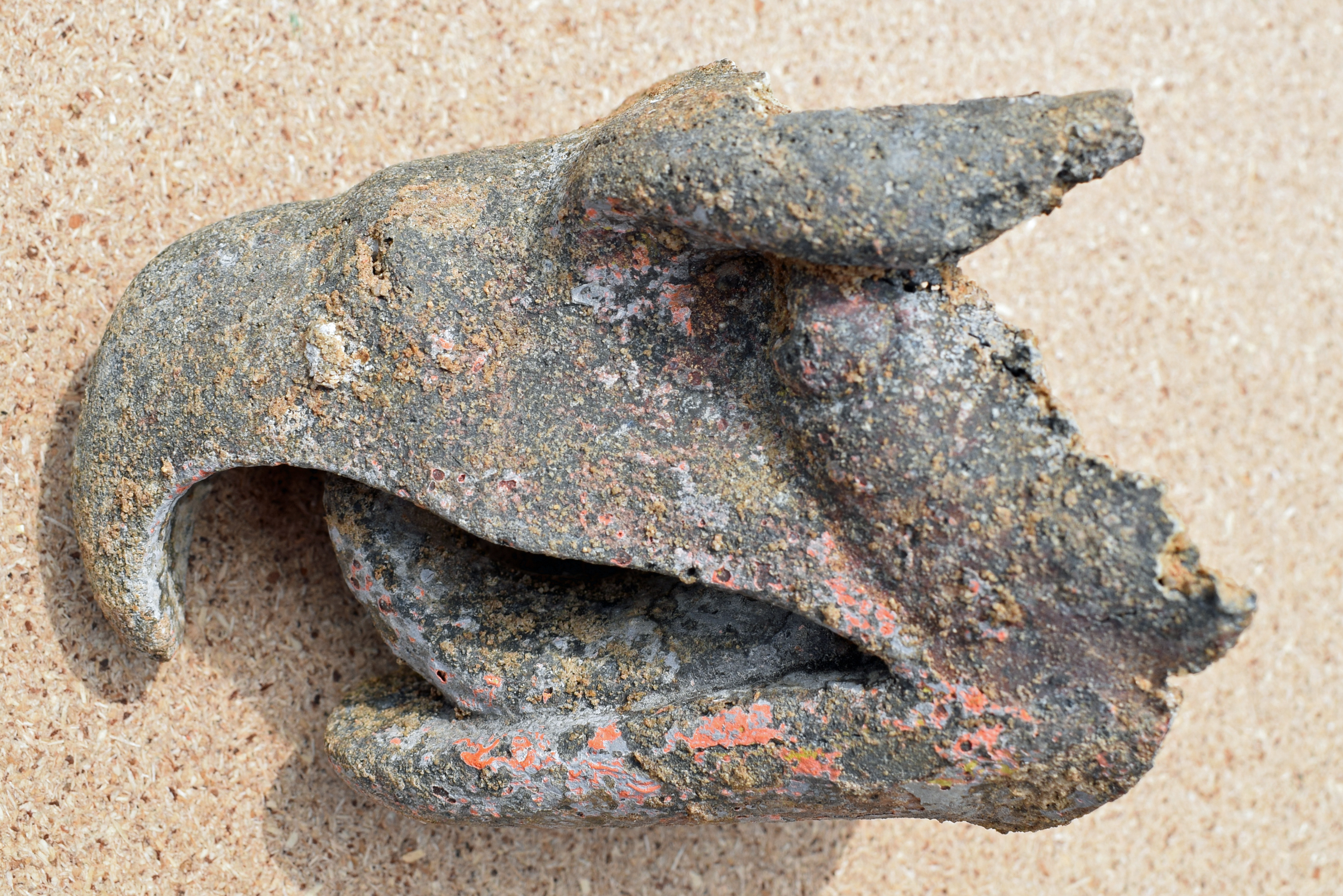
Bruchstück des Adlerkopfes, gefunden im Juli 2019
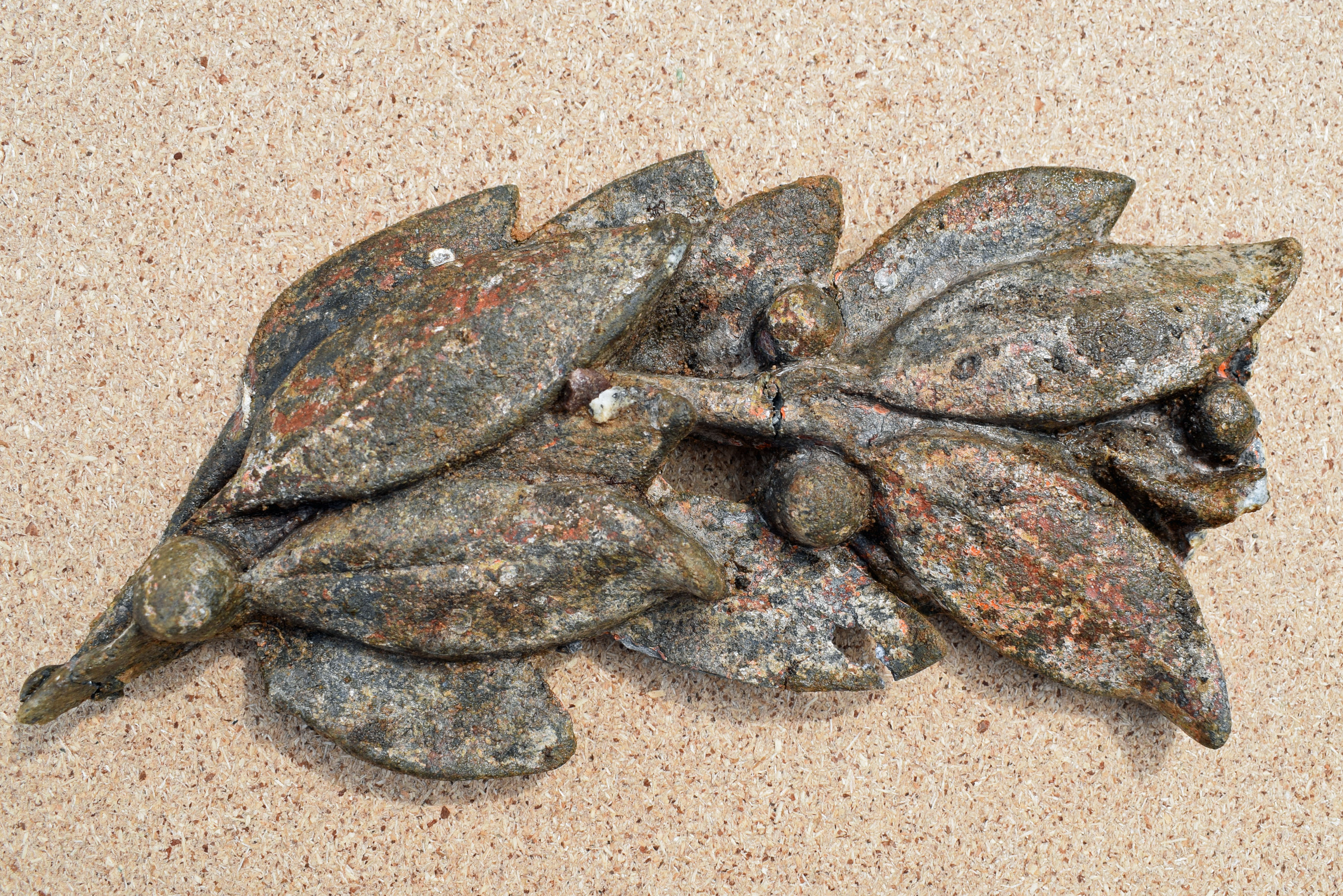
Bruchstück des Eichenlaubes (rechts und links der Pyramide)

## Restaurierung
Obwohl der Marmor des Obelisken durch seine über siebzigjährige Liegezeit im Boden, stark verschmutzt und sich in einer völlig anderen Farbe darstellte, ein Marmorteil (Zwischenstück) zerstört und faktisch nicht mehr vorhanden und bis auf das Eiserne Kreuz alle Metallapplikationen fehlten, entschloss sich der Georgenbergverein dazu, den Obelisken zu restaurieren und wieder aufzustellen.
2019 wurde der Auftrag zur Restaurierung des Obelisken vergeben. Er sollte dabei gesäubert, abgebrochene Fehlstellen nach Machbarkeit ergänzt sowie alle Inschriften nachgearbeitet und in Echtgold ausgelegt werden. Das Herstellen der Metallapplikationen führte die Kunstgießerei Lauchhammer aus. Die Wiederherstellung war schwierig, weil von den zerstörten Kränzen und vom Adler keine Modelle vorhanden waren. Im Juni 2020 waren der Adler, das Eiserne Kreuz sowie beide Ehrenkränze fertiggestellt.
Im Juli 2020 konnte der fehlende Marmorblock für das zerstörte Zwischenstück beschafft werden. Der Marmor kam aus demselben Steinbruch, wie schon 1872. Es handelt sich hier um einen Steinbruch in Sławniowice im Eulengebirge. Auch bei den neuen Stufen des Portals konnte auf Material aus dem Originalsteinbruch „Striegauer Granitbrüche“ im heutigen Strzegom zurückgegriffen werden.
Im April 2021 war die Restaurierung abgeschlossen.

## Neuer Aufstellungsort
Durch die Ablehnung der Oberen Denkmalbehörde, den Obelisken wieder am Originalstandort aufstellen zu dürfen, suchte der Georgenbergverein einen neuen Standort. Die Ortsgruppe der Linken lehnte eine Wiederaufstellung des Obelisken als kriegsverherrlichendes Ehrenmal ab. Es gab den Vorschlag, den Obelisken an einem zentralen Platz in der Innenstadt von Spremberg aufzustellen. Als Standort sollten dabei die Reste des einstigen Friedrich Engels Platzes genutzt werden, der durch den Bau eines Kreisverkehrs ca. 50 % seiner Fläche verloren hatte. Dem stimmte die Stadt im Oktober 2020 zu. Alle dafür notwendigen Planungsaufgaben, wurden vom Spremberger Architekturbüro Brückner übernommen.

## Wiederaufstellung

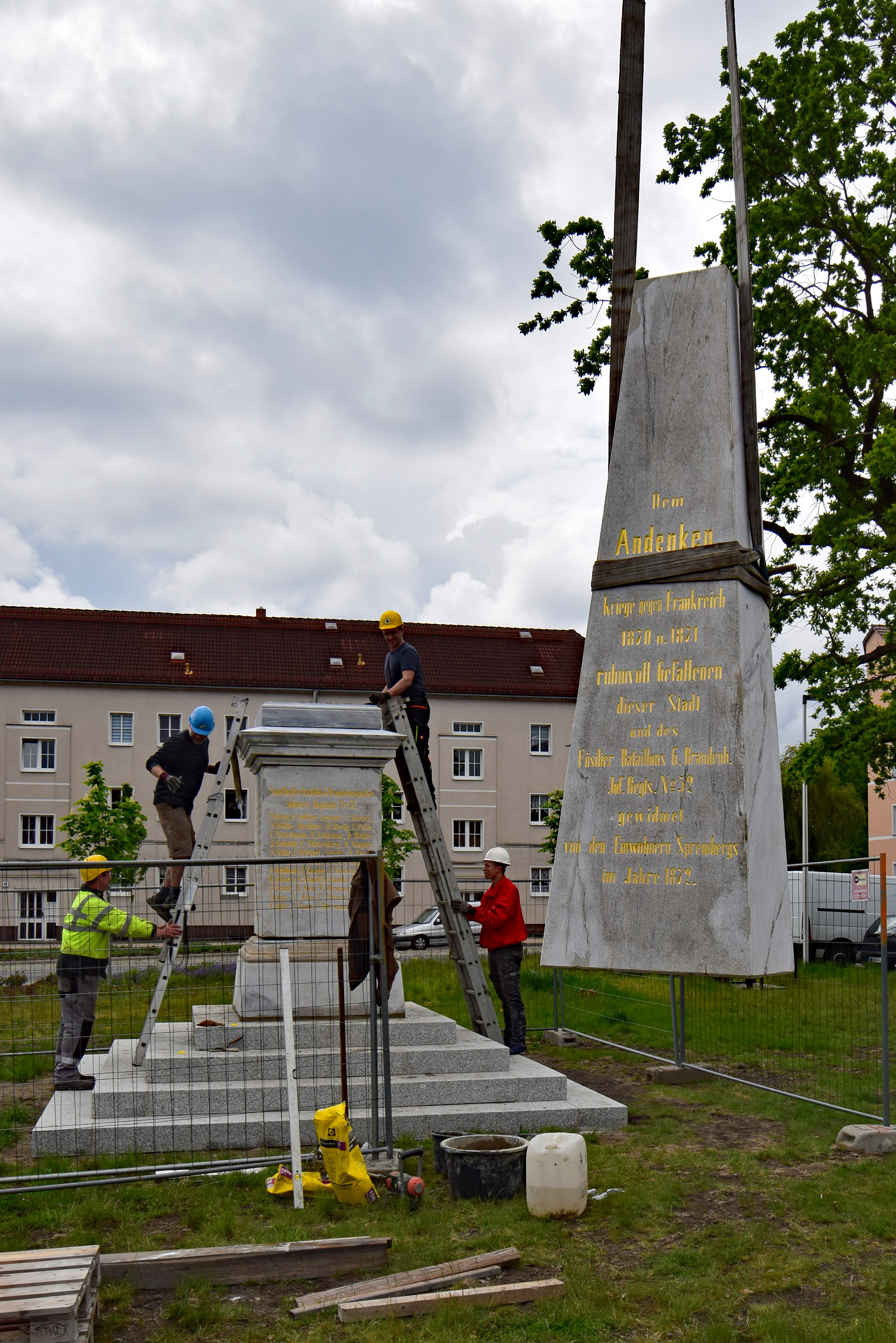
Wiedererrichtung des Obelisken am 19. Mai 2021

Im März 2021 wurde mit dem Erstellen des Fundaments für die Wiedererrichtung des Obelisken begonnen. Am 19. Mai 2021 wurde der Obelisk wiedererrichtet, zunächst ohne Metallapplikationen.
Im September 2021 konnten der dem historischen Vorbild nachempfundene schmiedeeiserne Zaun montiert und die Metallapplikationen des Adlers, der Ehrenkränze und das Eiserne Kreuz am Obelisken befestigt werden.

## Wiedereinweihung
Am 11. September 2021 wurde das Kriegerdenkmal 1870/71 an seinem neuen Standort feierlich eingeweiht. Zu den Ehrengästen des Georgenbergvereins zählten neben der Bürgermeisterin der Stadt Spremberg Christine Herntier auch der Bürgermeister der Gemeinde Mars-la-Tour Roger Dalla Costa und zwei ihn begleitende Persönlichkeiten aus Frankreich. Ebenfalls anwesend war Generalmajor Jean-Pierre Metz, Militärattaché der Botschaft der Republik Frankreich, sowie Oberstleutnant Christian Bartels von der Deutsch-Französische Brigade der Bundeswehr.

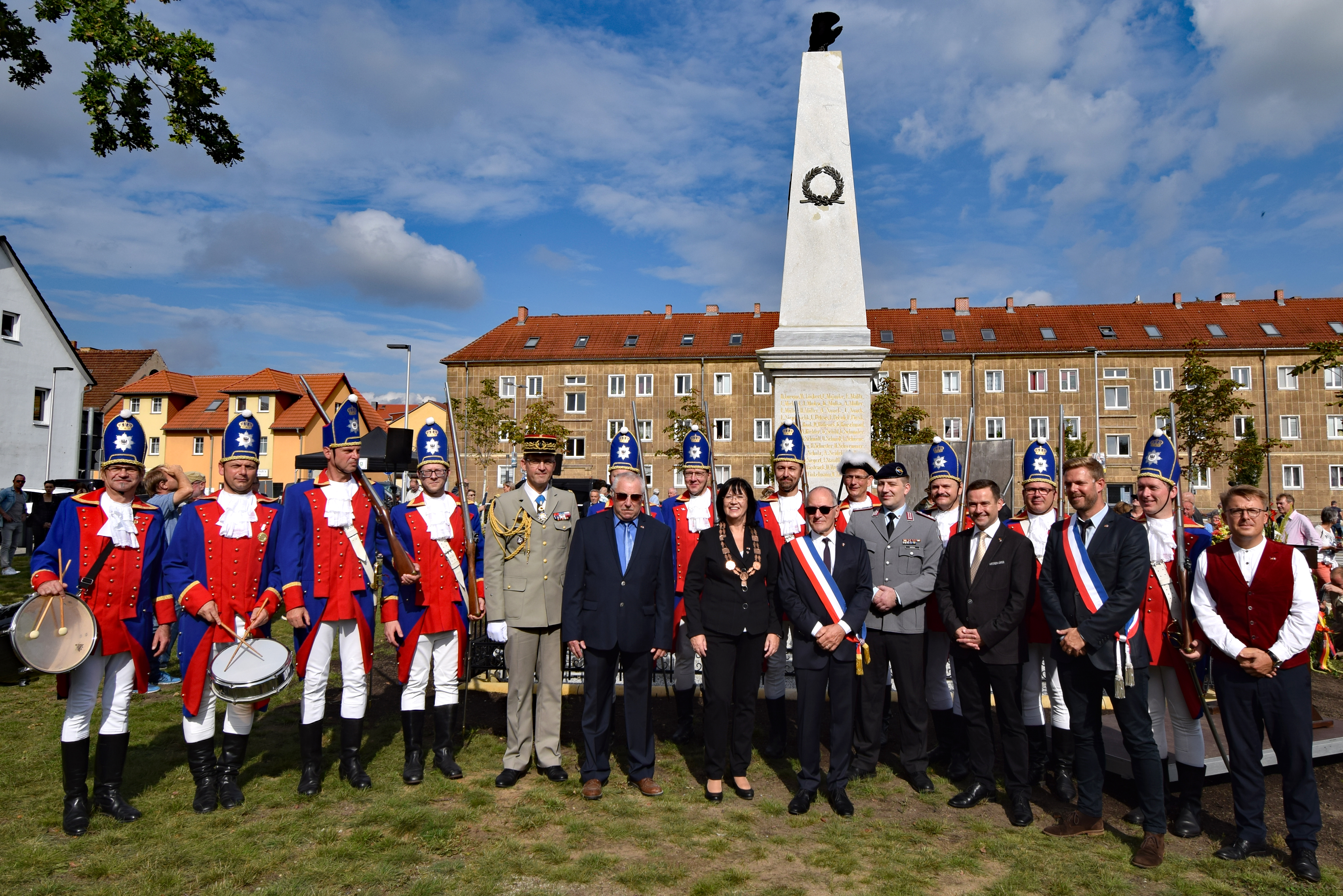
Ehrengäste der Wiedereinweihung des Obelisken 1870/71

Im Zusammenhang mit der Wiedereinweihung unterzeichneten der Bürgermeister der Gemeinde Mars–la–Tour und die Bürgermeisterin der Stadt Spremberg eine Absichtserklärung. In dieser wird unter anderem festgehalten, dass die Pflege und Erinnerung an die gemeinsame Geschichte auch in Zukunft Aufgabe und Verpflichtung für beide Kommunen sein soll.

## Sonstiges

### Gedenk-Medaille

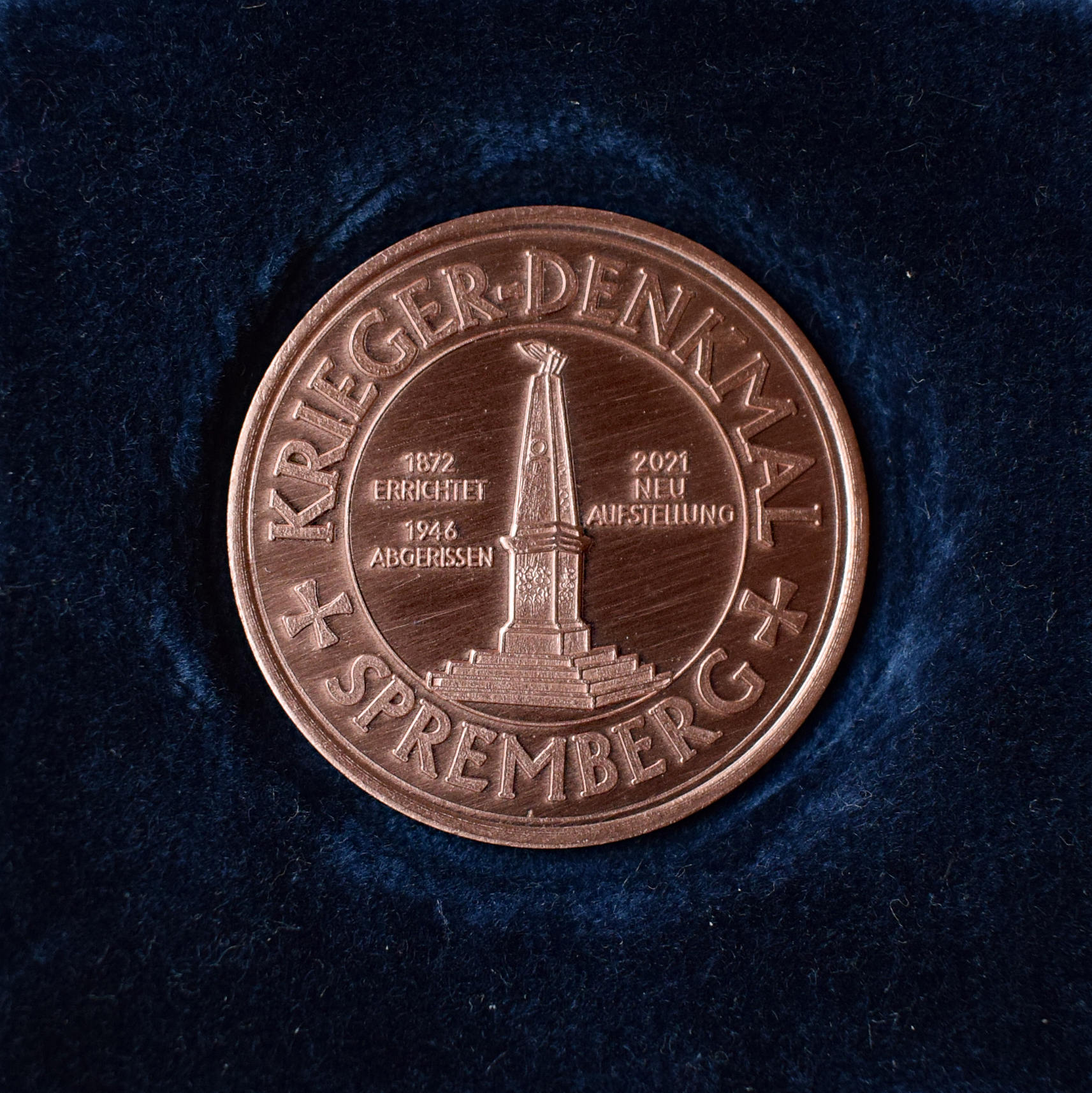
Vorderseite Sonderprägung Medaille Kriegerdenkmal 1870–71 Spremberg
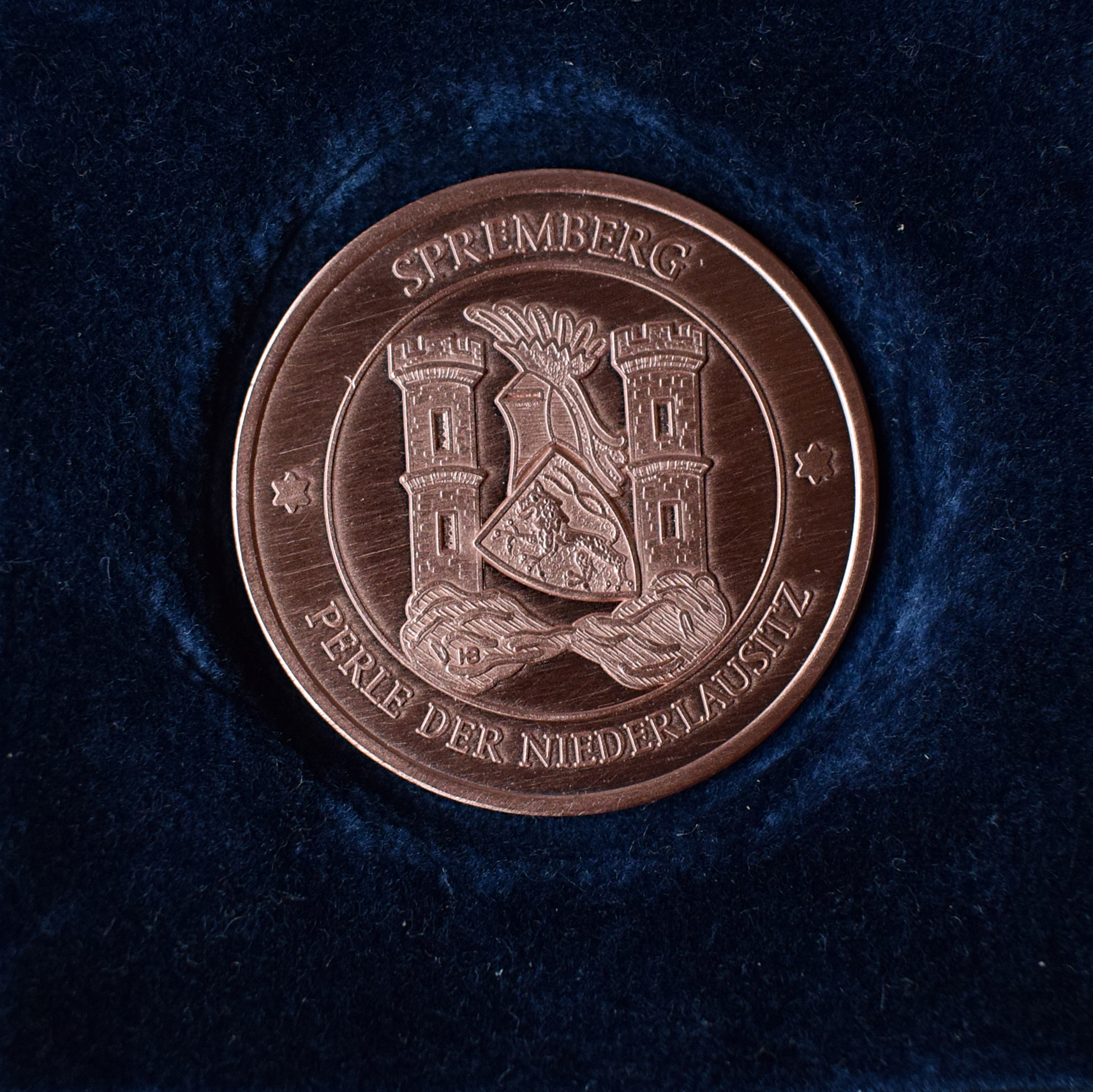
Rückseite Sonderprägung Medaille Kriegerdenkmal 1870–71 Spremberg

Am 3. Mai 2021 brachte der Georgenbergverein aus Anlass der Wiederaufstellung des Obelisken 1870/71 eine Gedenk-Medaille als Sonderprägung heraus. Die Medaillen aus reinem Kupfer wurden zuerst in einer limitierten Stückzahl von 100 Stück geprägt. Die Medaillen haben einen Durchmesser von 35 mm und eine Stärke von 2 mm. Die Stempel zur Herstellung der Medaillen wurden durch Hans-Peter Brachmanski aus Erfurt geschaffen.
Die Vorderseite zeigt in der Mitte in einem Kreis, die Abbildung des Obelisken samt Treppenportal. Links neben dieser Abbildung steht 1872 ERRICHTET und darunter 1946 ABGERISSEN. Rechts neben dem Obelisken steht 2021 NEU AUFSTELLUNG. Am oberen Rand steht im Halbkreis in Großbuchstaben das Wort KRIEGER-DENKMAL, jeweils am Anfang und Ende begrenzt durch ein Eisernes Kreuz. Am unteren Rand steht im Halbkreis in Großbuchstaben das Wort SPREMBERG.
Die Rückseite der Medaille zeigt in einem Kreis das Stadtwappen der Stadt Spremberg. Im unteren Teil des Stadtwappens, in den eigentlichen grünen Hügeln, sind die Initialen HB des Gestalters eingearbeitet. Am oberen Rand steht in Großbuchstaben das Wort SPREMBERG, am unteren Rand in Großbuchstaben die Inschrift PERLE DER NIEDERLAUSITZ. Zwischen den Worten SPREMBERG und PERLE DER NIEDERLAUSITZ befindet sich jeweils ein sechseckiger Stern.
Auf Grund der hohen Nachfrage brachte der Georgenbergverein eine zweite Auflage mit 100 Stück der Kupfer Sonderprägung „Kriegerdenkmal 1870–71 Spremberg“ heraus. Außerdem brachte er zwei exklusive Sonderausgaben heraus aus 999 Feinsilber und 999 Feingold.

### Erläuterungstafel

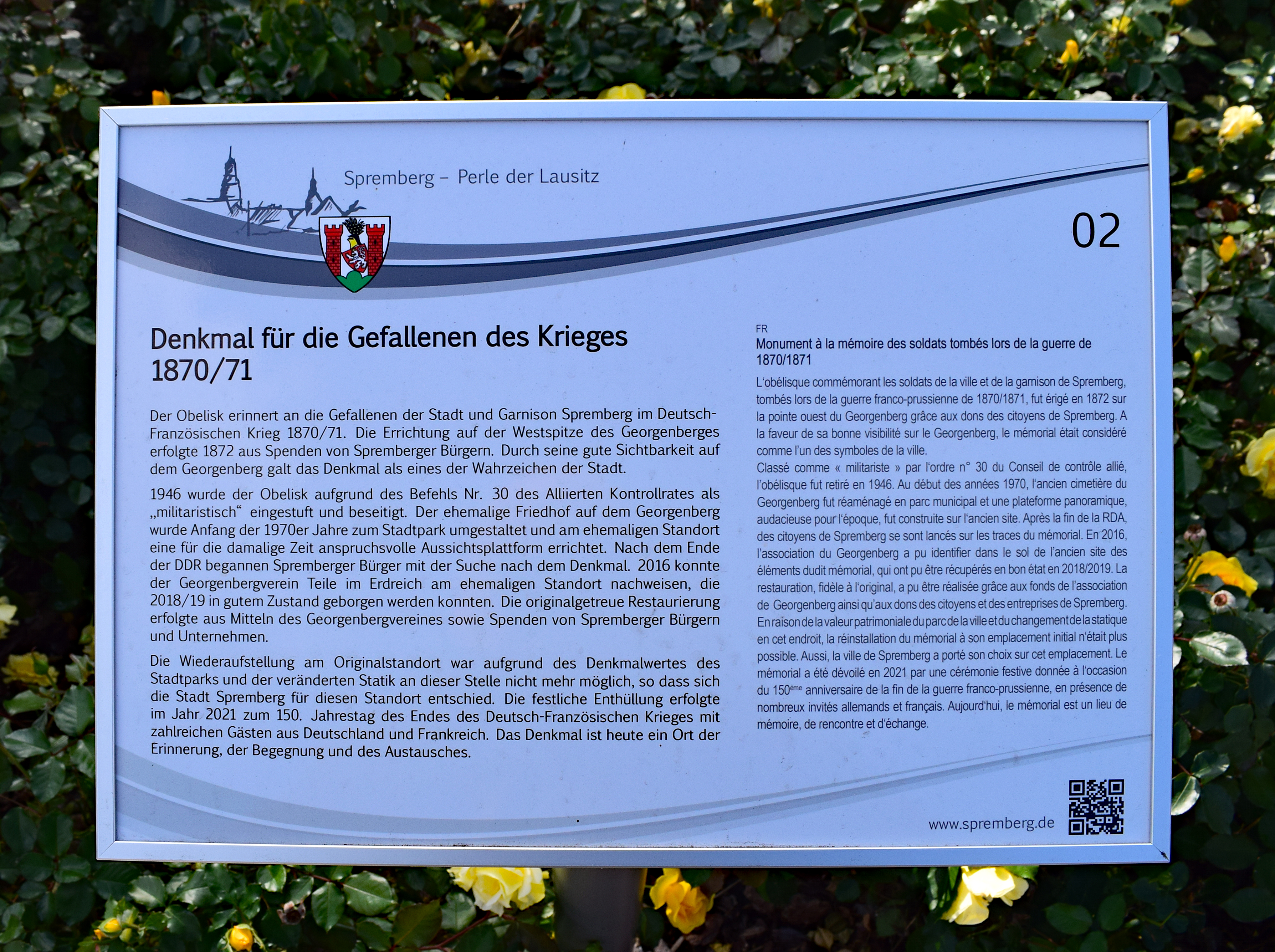
Erläuterungstafel am Standort des Obelisken in Spremberg

Entsprechend dem Beschluss der Spremberger Stadtverordnetenversammlung von 2020 wurde neben dem Obelisken eine begleitende Erklärungstafel zur Geschichte des Kriegerdenkmals aufgestellt. Der Text wurde durch den Georgenbergverein erstellt und von der Landesdenkmalbehörde sowie dem städtischen Ausschuss für Bildung, Kultur, Sport und Soziales 2021 bestätigt.

### Würdigung der Wiederaufstellung
Im Rahmen der Auftaktveranstaltung zum Volkstrauertag im Land Brandenburg, fand am 13. November 2021 in Spremberg eine Einbettung von 25 gefallenen deutschen Soldaten der Kämpfe vom April 1945 in und um Spremberg statt. Pfarrer Daniel Laske von der katholischen St. Benno Gemeinde Spremberg sagte dabei in Bezug auf das Kriegerdenkmal 1870/71, man brauche solche Orte der Erinnerung an die eigene Sterblichkeit.